# Mary P. Burrill
Mary P. Burrill (agosto de 1881-13 de marzo de 1946) fue una dramaturga y educadora afroamericana de principios del siglo XX que inspiró a Willis Richardson y otros estudiantes a escribir obras de teatro. 

## Biografía
Mary Powell Burrill nació en agosto de 1881 en Washington D. C.. Era hija de John H. y Clara E. Burrill. En 1901, se graduó en la Dunbar High School en Washington D. C.. Cuando su familia se mudó a Boston, asistió al Emerson College of Oratory (más tarde al Emerson College), donde recibió un diploma en 1904.
En 1919, se publicaron dos de sus obras más conocidas. They That Sit in Darkness se publicó en Birth Control Review de Margaret Sanger, una publicación mensual que abogaba por los derechos reproductivos de las mujeres. La otra obra, Aftermath, se publicó en Liberator, editada por el socialista Max Eastman. Burrill entendía sus obras de teatro como actos deliberados de protesta política que abogaban por posturas radicales sobre temas de raza y género.
Durante muchos años, Burrill enseñó inglés, habla y drama en Dunbar High School. Mientras estaba allí, animó a varios de sus estudiantes a escribir obras de teatro. Uno de sus estudiantes premiados fue Willis Richardson , quien más tarde se convertiría en el primer dramaturgo afroamericano en tener una obra de teatro producida en Broadway. Otra fue May Miller , quien publicó su primera obra, Pandora's Box , cuando aún era estudiante en Dunbar.
Tras su retiro de la enseñanza en 1944, Burrill se mudó a la ciudad de Nueva York, donde murió el 13 de marzo de 1946. Fue enterrada en el cementerio de Woodlawn en Washington D. C.

## Obras

### They That Sit in Darkness
La historia de They That Sit in Darkness se centra en los efectos de tener varios hijos con una madre joven. A pesar de las repetidas advertencias de las parteras para que la madre "tenga cuidado", sigue teniendo hijos con graves consecuencias. Burrill aceptó la convención de la forma de un acto, ya que floreció en las producciones contemporáneas de los Jugadores de Provincetown y los Jugadores de Washington Square, y como ha sido aclamada como la principal fuente del drama estadounidense moderno. Sandra L. West, de la Virginia Commonwealth University, en un breve ensayo sobre Burrill, describió el trabajo como algo controvertido en su momento debido a que la obra defendía el control de la natalidad como un medio para escapar de la pobreza mucho antes de que las mujeres recibieran los derechos reproductivos.

### Aftermath
Aftermath se ubican en la zona rural de Carolina del Sur e involucran a un soldado que descubre que su padre fue linchado después de regresar de los combates en el extranjero. Fue producido por los jugadores Krigwa de la ciudad de Nueva York en 1928. En Aftermath (1919), Mary Burrill presenta al personaje John como un ejemplo del hombre negro asertivo que se enfrenta a la opresión racial de manera desinteresada y sin temor.